# Heinrich Harrer
Heinrich Harrer (ur. 6 lipca 1912 w Hüttenbergu, zm. 7 stycznia 2006 we Friesach) – austriacki alpinista, himalaista, geograf, pisarz i nauczyciel Dalajlamy XIV.

## Życiorys
Heinrich Harrer urodził się 6 lipca 1912 roku w Hüttenbergu w Austrii (Karyntia), jako syn urzędnika pocztowego. Studiował geografię i sport na Uniwersytecie w Grazu. Harrer reprezentował Austrię w kombinacji alpejskiej (slalom i bieg zjazdowy), w 1936 roku na IV Zimowych Igrzyskach Olimpijskich w Garmisch-Partenkirchen, podczas których po raz pierwszy rozegrane zostały narciarskie konkurencje alpejskie. Za całokształt swojej działalności badawczej Harrer otrzymał w 1964 od Prezydenta Austrii honorowy tytuł profesora, a w 1992 został odznaczony medalem elitarnego stowarzyszenia American Explorer´s Club.
Heinrich Harrer w młodości był nazistą: w roku 1933 wstąpił do nielegalnej wówczas w Austrii SA, w kwietniu 1938 wstąpił do SS, gdzie służył w stopniu Oberscharführera, i w tymże roku zapisał się do partii narodowosocjalistycznej NSDAP. W 1997 roku ujawniono jego udział w nazistowskich organizacjach, Heinrich Harrer początkowo kłamał, zapewniając że nie należał do nich, jednak wobec przedstawienia mu oryginalnych dokumentów, w tym z jego odręcznymi deklaracjami, był zmuszony przyznać się, po czym zaczął deklarować, że jakoby zapisał się do SS dla kariery, a nie z powodów ideologicznych.

## Osiągnięcia
Największym sukcesem wspinaczkowym Harrera było pierwsze przejście w dniach od 21 do 24 lipca 1938 roku północnej ściany Eigeru, wraz z Andreasem Heckmairem, Fritzem Kasparkiem i Ludwigiem Vörgiem. Wydarzenie to opisał potem w książce Biały Pająk.
W 1939 brał udział w niemieckiej wyprawie na Nanga Parbat. W momencie wybuchu II wojny światowej został zatrzymany przez wojska brytyjskie i osadzony w obozie na terenie Indii. Uciekł z niego w kwietniu 1944, w styczniu 1946 dotarł do stolicy Tybetu – Lhasy, gdzie przebywał do 1952 będąc w tym czasie nauczycielem Dalajlamy XIV. Po powrocie do Austrii brał udział w wielu ekspedycjach naukowych i geograficznych na całym świecie.
Sławę przyniosła mu napisana przez niego w 1952 książka Siedem lat w Tybecie. Moje życie na dworze Dalajlamy i nakręcony w 1997 na jej podstawie film z Bradem Pittem w roli głównej.

## Książki
- Heinrich Harrer: Sieben Jahre in Tibet (gekürzte Ausgabe), Mein Leben am Hofe des Dalai Lama. Ullstein, 1957. Brak numerów stron w książce
- Heinrich Harrer: The White Spider. The History of the Eiger's North Face.. Rupert Hart-Davies, 1960. Brak numerów stron w książce
- Heinrich Harrer: Ich komme aus der Steinzeit. Ullstein, 1963. Brak numerów stron w książce
- Heinrich Harrer: I come from the stone age. Rupert Hart-Davies, 1964. Brak numerów stron w książce
- Heinrich Harrer: Die Götter sollen siegen. Wiedersehen mit Nepal. Mit 25 farbigen Abbildungen.. Ullstein, 1968, s. 182.
- Heinrich Harrer: Sieben Jahre in Tibet. Mein Leben am Hofe des Dalai Lama. Ullstein, 1993, s. 443. ISBN 3-550-08511-7.
- Heinrich Harrer: Geheimnis Afrika. Umschau, 1997, s. 152. ISBN 3-524-76027-9.
- Heinrich Harrer: Sieben Jahre in Tibet: Mein Leben am Hofe des Dalai Lama. Ullstein, 1997. Brak numerów stron w książce
- Heinrich Harrer: Wiedersehen mit Tibet. Ullstein, 1997. Brak numerów stron w książce
- Heinrich Harrer: Das alte Lhasa: Bilder aus Tibet. Ullstein, 1997, s. 207. ISBN 3-550-08435-8.
- Heinrich Harrer: Die letzten Fünfhundert. Expeditionen zu den Zwergvölkern auf den Andamanen. Ullstein, 1977. Brak numerów stron w książce
- Heinrich Harrer: Erinnerungen an Tibet. Ullstein, 1993, s. 219. ISBN 3-550-06813-1.
- Heinrich Harrer: Unterwegs. Handbuch für Reisende. F.A. Brockhaus Wiesbaden, 1994, s. 166. ISBN 3-7653-0318-6.
- Heinrich Harrer: Rinpotsche von Ladakh, Mit Abb.. Pinguin-Verlag, 1981. ISBN 3-7016-2102-0. Brak numerów stron w książce
- Heinrich Harrer: Ladakh. Götter und Menschen hinterm Himalaya. Ullstein, 1988, s. 171. ISBN 3-524-76002-3.
- Heinrich Harrer: Die Weiße Spinne. Das große Buch vom Eiger. Ullstein, 2001. Brak numerów stron w książce
- Heinrich Harrer: Mein Leben. Ullstein, 2003. Brak numerów stron w książce
- Heinrich Harrer: Powrót do Tybetu. Stapis, 2009, s. 272. ISBN 978-83-61050-23-0.
- Heinrich Harrer: Biały pająk. Stapis, 2013, s. 270. ISBN 978-83-61050-87-2.
- Heinrich Harrer: Wracam z epoki kamiennej. Stapis, 2015, s. 272. ISBN 978-83-61050-97-1.
- Heinrich Harrer: Siedem lat w Tybecie. Zysk I S-Ka, 2015, s. 503. ISBN 978-83-8116-189-3.